# Pepe Lorente
Pepe Lorente (nascut el 1980) és un actor espanyol. Va guanyar el Goya al millor actor revelació per La estrella azul als XXXIX Premis Goya.

## Vida i carrera
Nascut a Saragossa l'any 1980, Lorente es va llicenciar en dret per la Universidad Complutense de Madrid (UCM). El seu treball televisiu inclou crèdits en 67 capítols de Amar es para siempre i sis capítols de Todo lo otro. Va fer el seu debut com a actor de cinema a la pel·lícula de Paula Ortiz De tu ventana a la mía (2011). Va interpretar Judes Tadeu a la pel·lícula de drama bíblic Ressuscitat (2016). Va interpretar un petit paper a la pel·lícula de Pilar Palomero La maternal (2022). La seva interpretació del rocker Mauricio Aznar a La estrella azul (2023) li va fer guanyar el Goya al millor actor revelació. To prepare for the role, he learned to play guitar and improved on his vocal skills over several years, and became a singer for 'La Estrella Azul Live' project. Per preparar el paper, va aprendre a tocar la guitarra i va millorar les seves habilitats vocals durant diversos anys, i es va convertir en cantant del projecte 'La Estrella Azul Live'. Després de rodar La estrella azul, Lorente va treballar a Une affaire d'honneur de Vincent Perez i a Los Muértimer d'Álvaro Fernández Armero.

## Premis i reconeixements
| Premi                                                    | Categoria                      | Pel·lícula       | Resultat  |
| -------------------------------------------------------- | ------------------------------ | ---------------- | --------- |
| XXXIX Premis Goya                                        | Millor actor revelació         | La estrella azul | Guanyador |
| XII Premis Días de Cine                                  | Premi «Ha nacido una estrella» | La estrella azul | Guanyador |
| Medalles del Cercle d'Escriptors Cinematogràfics de 2024 | Actor revelació                | La estrella azul | Nominat   |
| XXX Premis Cinematogràfics José María Forqué             | Millor interpretació masculina | La estrella azul | Nominat   |
| XII Premis Feroz                                         | Millor actor protagonista      | La estrella azul | Nominat   |
| XXXIII Premis de la Unión de Actores                     | Millor actor revelació         | La estrella azul | Guanyador |